# Erythrina leptorhiza
Erythrina leptorhiza är en ärtväxtart som beskrevs av Dc. Erythrina leptorhiza ingår i släktet Erythrina och familjen ärtväxter. Inga underarter finns listade i Catalogue of Life.